# Lo que construimos
«Lo que construimos» es una canción grabada por la cantante y compositora mexicana Natalia Lafourcade. La canción fue escrita por ella misma en un hotel mientras se encontraba en Argentina. Fue producida por Cachorro López y Lafourcade. Fue lanzada el 24 de julio de 2015 como el tercer sencillo de su sexto álbum de estudio Hasta la raíz.
La canción fue certificada 4 veces disco de oro y 4 veces disco de platino por la Asociación Mexicana de Productores de Fonogramas y Videogramas (AMPROFON) por sus altas ventas de más de 360 mil.

## Video musical
El video musical oficial de «Lo que construimos» fue lanzado el 11 de septiembre de 2015 en la plataforma digital YouTube, y una versión en lírica fue publicada el 24 de julio del mismo año. El videoclip oficial ha recibido más de 17 millones de vistas desde su publicación, mientras que la versión lírica ha alcanzado más de 150 millones de reproducciones.

## Certificaciones
| País   | Organismo certificador | Certificación       | Ventas certificadas | Ref.  |
| ------ | ---------------------- | ------------------- | ------------------- | ----- |
| México | AMPROFON               | 4× Platino + 4× Oro | 360,000             | [ 3 ] |